# كريستوف هايزمان

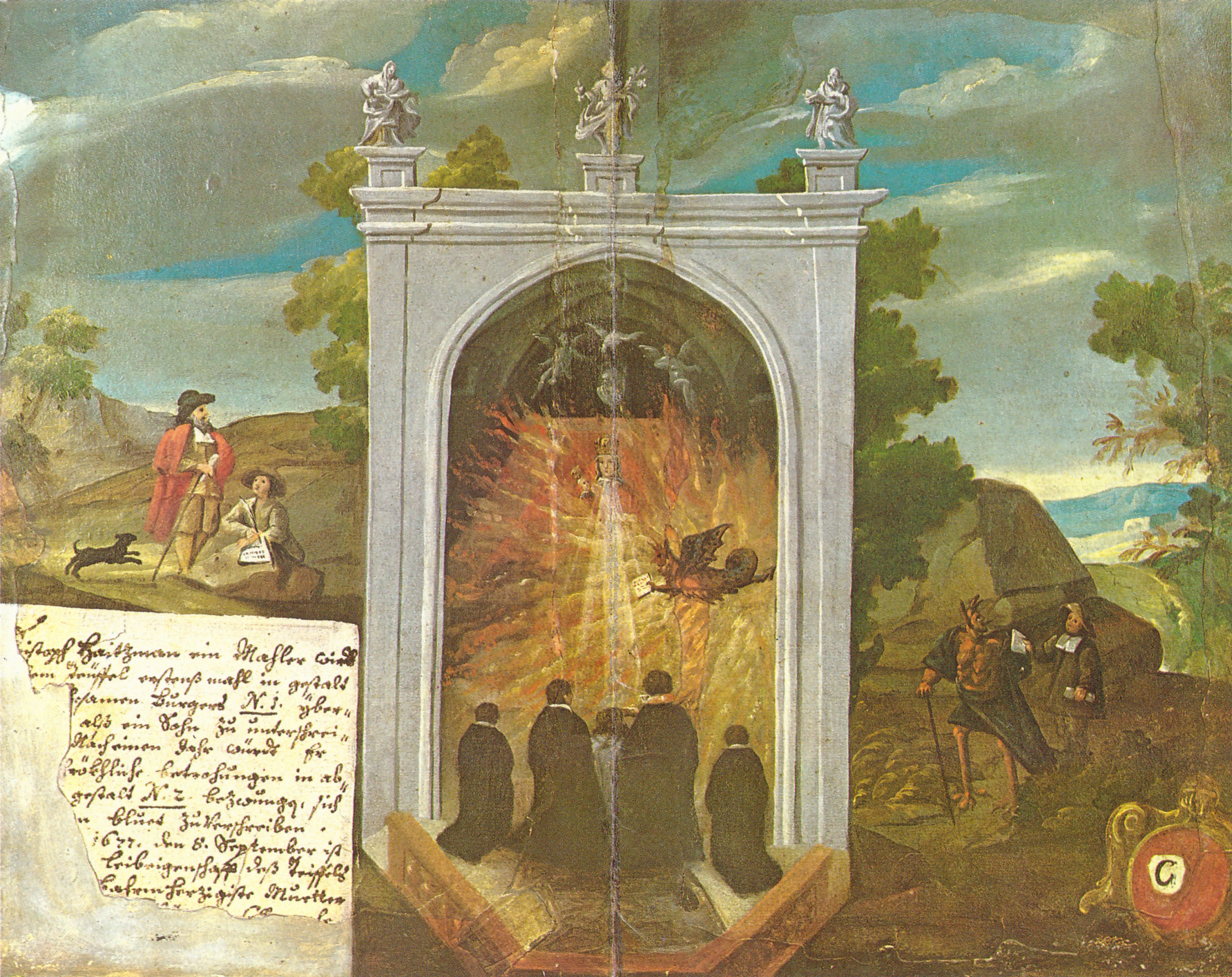
لوحة هايزمان النذرية. اليسار: يبدو الشيطان كمواطن جيد، وهايزمان يوقع الاتفاق بالحبر. اليمين: الشيطان يظهر بعد ذلك بعام ويجبر هايزمان علي توقيع اتفاق آخر لكن بدمه. الأوسط : مريم العذراء تجعل الشيطان يرجع الاتفاق الثاني أثنا طرد الارواح الشريرة.

كريستوف هايزمان (بالألمانية: Christoph Haitzmann)‏ عاش في الفترة بين عام 1651 وعام 1700، وهو رسام نمساوي ولد ببافاريا، والذي عرف عنه تصوير المس الشيطاني، وقد تمت دراسة حالته في علم النفس والطب النفسي منذ أوائل القرن العشرين، وخاصة من قبل سيغموند فرويد.